# Восьмитисячники

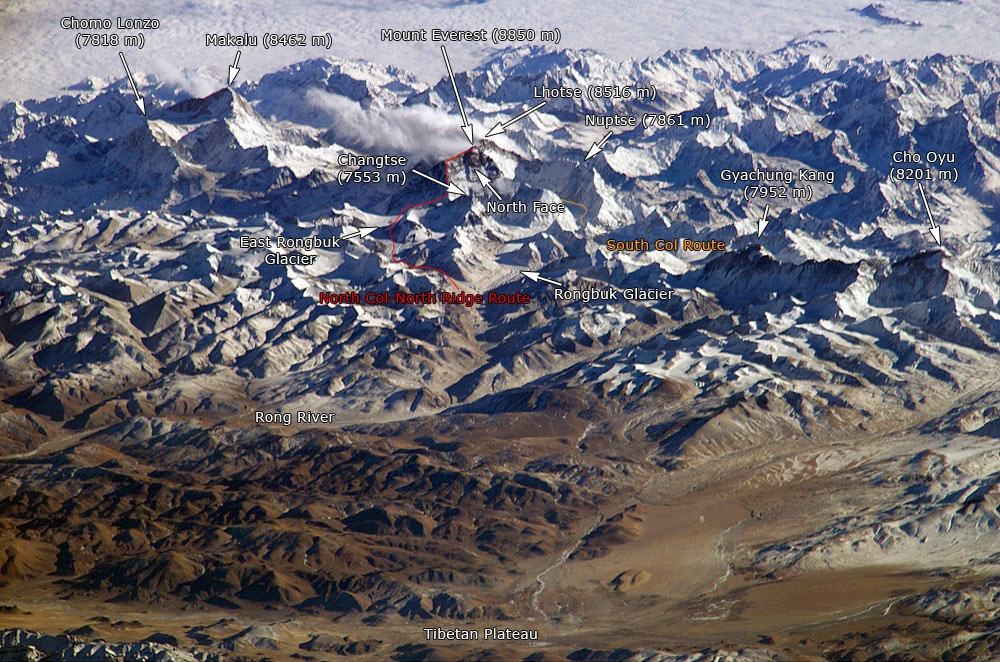
Чо-Ойю, Лхоцзе, Макалу і Еверест. Вид з Міжнародної космічної станції

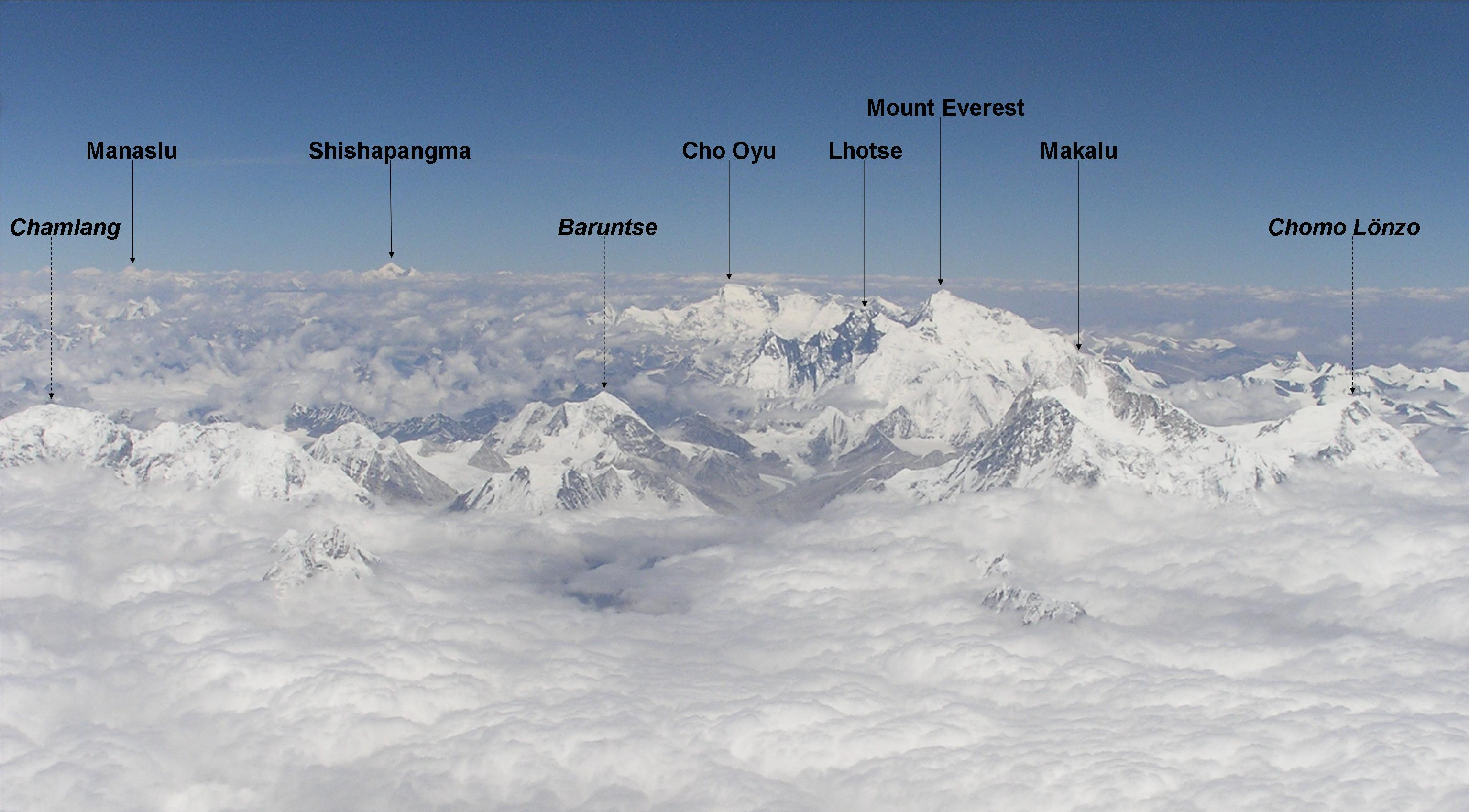
Політ над регіоном Кхумбу. Видно шість восьмитисячників і декілька семитисячників

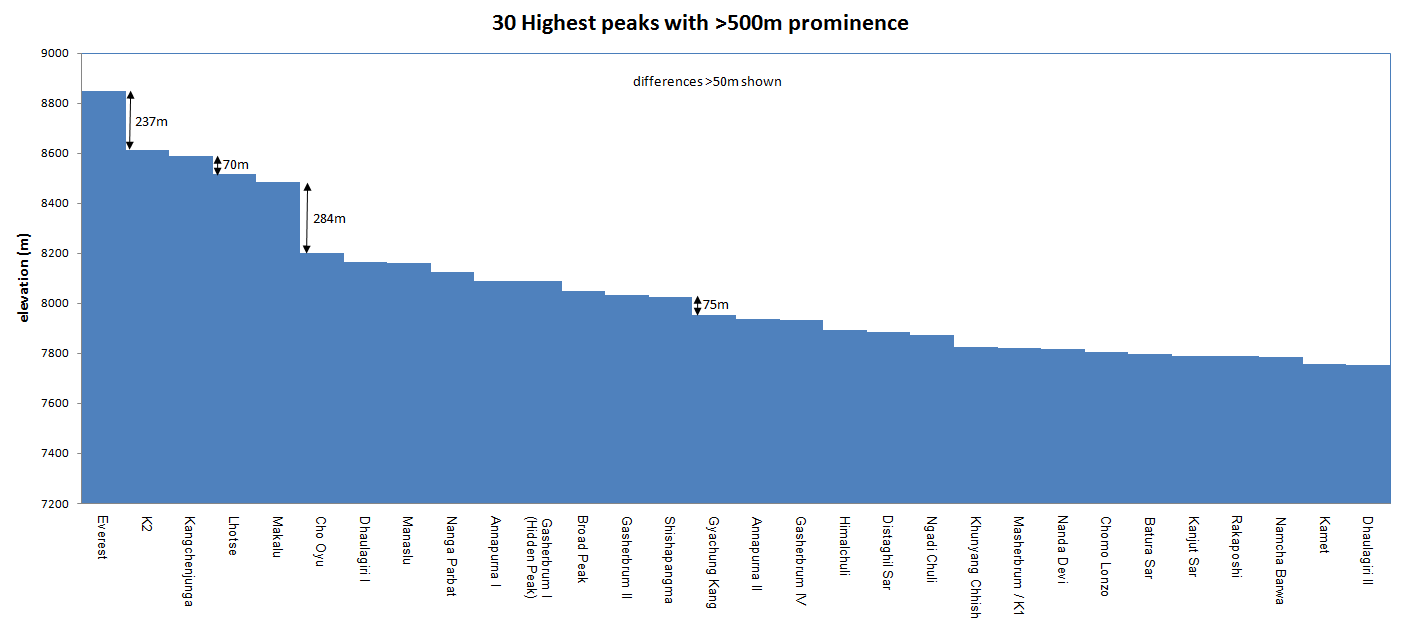
Гістограма 30 найвищих вершин з мітками висот, які різняться більш ніж на 50 метрів.

Восьмитисячники чи Гори-восьмитисячники — поширена назва найвищих гірських вершин світу, чия висота над рівнем моря перевищує 8000 метрів.
Всього на Землі налічується 14 восьмитисячників. Насправді на планеті таких вершин набагато більше, але при включенні в список восьмитисячників враховуються лише вершини, що знаходяться на значній відстані одна від одної. Багато восьмитисячників мають по кілька вершин: так, Броуд-пік має дві вершини заввишки понад 8000 м: Допоміжну (8028 м) і Головну (8051 м), Шишабангма також має Центральну вершину (8013) і Головну (8027 м).

## Географія
Усі 14 восьмитисячників світу знаходяться в Центральній Азії на території Непалу, Китаю (Тибетський автономний район), Індії та Пакистану (спірний Кашмір).
10 восьмитисячників розташовані в Гімалаях, 4 — в Каракорумі.

## Список
| Вершина           | Висота (м) | Гірська система | Хребет           | Країна        | ПС         | ПСЗ        | КС   | КЗ  | СМ %   |
| ----------------- | ---------- | --------------- | ---------------- | ------------- | ---------- | ---------- | ---- | --- | ------ |
| Еверест           | 8848       | Гімалаї         | Махалангур-Гімал | Непал, КНР    | 29.05.1953 | 17.02.1980 | 9929 | 308 | 3,1 %  |
| Чогорі (К2)       | 8611       | Каракорум       | Балторо Музтаг   | Пакистан, КНР | 31.07.1954 | 16.01.2021 | 375  | 85  | 22,7 % |
| Канченджанґа      | 8586       | Гімалаї         | Канченджанґа     | Непал, Індія  | 25.05.1955 | 11.01.1986 | 283  | 40  | 14,2 % |
| Лхоцзе            | 8516       | Гімалаї         | Махалангур-Гімал | Непал, КНР    | 18.05.1956 | 31.12.1988 | 461  | 13  | 2,8 %  |
| Макалу            | 8485       | Гімалаї         | Махалангур-Гімал | Непал, КНР    | 15.05.1955 | 09.02.2009 | 361  | 31  | 8,6 %  |
| Чо-Ойю            | 8201       | Гімалаї         | Махалангур-Гімал | Непал, КНР    | 19.10.1954 | 12.02.1985 | 3138 | 44  | 1,4 %  |
| Дхаулагірі I      | 8167       | Гімалаї         | Дхаулагірі       | Непал         | 13.05.1960 | 21.01.1985 | 448  | 69  | 15,4 % |
| Манаслу           | 8163       | Гімалаї         | Манаслу          | Непал         | 09.05.1956 | 14.01.1984 | 661  | 65  | 9,9 %  |
| Нангапарбат       | 8126       | Гімалаї         | Нангапарбат      | Пакистан      | 03.07.1953 | 26.02.2016 | 335  | 68  | 20,3 % |
| Аннапурна I       | 8091       | Гімалаї         | Аннапурна        | Непал         | 03.06.1950 | 03.02.1987 | 191  | 61  | 31,9 % |
| Гашербрум І (K5)  | 8080       | Каракорум       | Балторо Музтаг   | Пакистан, КНР | 05.07.1958 | 09.03.2012 | 334  | 29  | 8,7 %  |
| Броуд-пік (K3)    | 8051       | Каракорум       | Балторо Музтаг   | Пакистан, КНР | 09.06.1957 | 05.03.2013 | 404  | 21  | 5,3 %  |
| Гашербрум II (K4) | 8035       | Каракорум       | Балторо Музтаг   | Пакистан, КНР | 07.07.1956 | 02.02.2011 | 930  | 21  | 2,3 %  |
| Шишабангма        | 8027       | Гімалаї         | Лангтанг         | КНР           | 02.05.1964 | 14.01.2005 | 302  | 25  | 8,3 %  |

## Перелік вторинних вершин висотою понад 8000 метрів, що знаходяться на відстані понад 30м від головної вершини

### Броуд-пік(8051 м)
- Броуд-пік Центральний (англ. Broad Peak Central, висота — 8016 м / відносна висота — 196 м / ізоляція[5] — 0,84 км)[6].

### Канченджанґа(8586 м)
- Ялунг Канг або Канченджанґа Західна (Yalung Kang: 8505 м / 135 м / 1,11 км)[7];
- Канченджанґа Південна (8476 м / 76 м / 1,44 км)[8];
- Канченджанґа Центральна (8473 м / 33 м / 0,56 км)[9];
- Вершина на плечі Ялунг Канг (Yalung Kang Shoulder 8200 м / 40 м);
- Канченджанґа Південно-Східна (8150 м / 30 м).

### Лхоцзе(8516 м)
- Лхоцзе Середня (8414 м / 60 м / 0,43 км)[10];
- Лхоцзе Шар (8386 м / 86 м / 0,62 км)[11];
- Лхоцзе Центральна II (8372 м / 37 м).

### К2(8611 м)
- K2 Південно-Західна (8580 м / 30 м);
- Вершина на Південно-Західній гряді К2 (8134 м / 35 м).

### Еверест(8848 м)
- Еверест Південна (8749 м / 11 м / 0,08 км)[12];
- Еверест Західна (8296 м / 30 м).

### Аннапурна I(8091 м)
- Аннапурна I Центральна (8051 м / 111 м);
- Аннапурна I Східна (8026 м / 106 м).

### Нанга Парбат(8125 м)
- Нанга Парбат Південна (8042 м / 30 м).

### Шишабангма(8027 м)
- Шишабангма Центральна (8008 м / 30 м).

## Історія сходжень

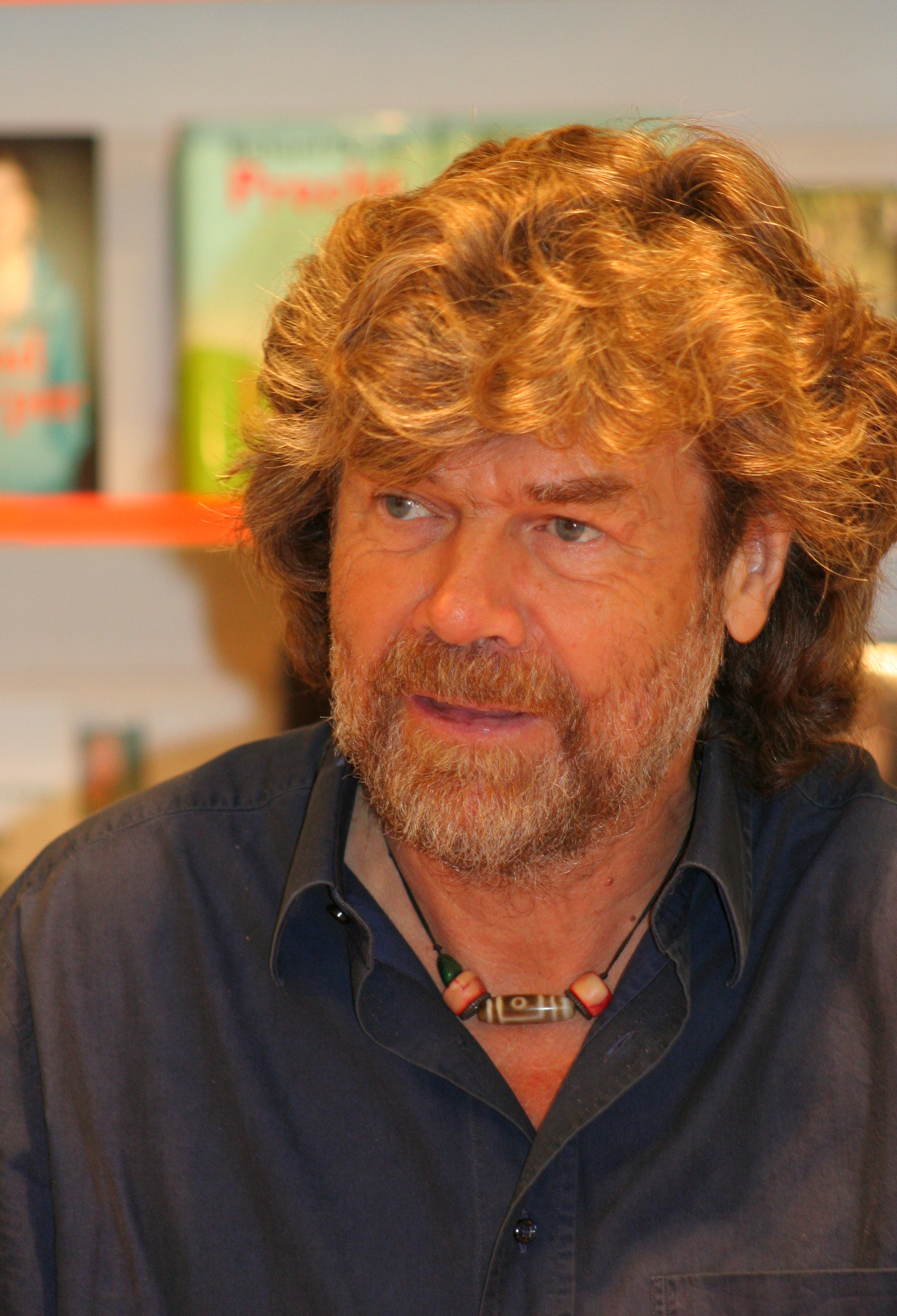
Райнгольд Месснер, перша людина, що підкорила всі 14 восьмитисячників

Завоювання «Корони Землі» — так називається підкорення всіх 14 восьмитисячників планети — є мрією кожного альпініста. На даний момент (2017) це вдалося лише 38-ми альпіністам (35-м чоловікам і 3-м жінкам).
Перша спроба сходження на восьмитисячник була зроблена експедицією англійців Альберта Ф. Маммери і Дж. Нормана Коллі на Нангапарбат, на території Кашміру (сучасний Пакистан) у 1895 році. Ця спроба не вдалася. Маммери і два його провідники-гуркхи, Раґобір і Гоман Сінгх, загинули під лавиною.
Перше документально підтверджене успішне сходження на восьмитисячник зробили французи Моріс Ерцог і Луї Лашеналь, вони досягли вершини Аннапурни I північною стіною 3 червня 1950 року.
Першими людьми, які підкорили у 1953 році найвищий восьмитисячник планети Еверест, стали непальський шерпа Тенцинґ Норгей і новозеландець Едмунд Гілларі.
Першою людиною, яка піднялася на всі 14 восьмитисячників був італійський альпініст Райнгольд Месснер. Він завершив всі сходження 16 жовтня 1986 року. Рік по тому, в 1987 році польський альпініст Єжи Кукучка став другою людиною, що зробила ці сходження. Характерною особливістю Месснера було те, що він не використовував для сходження балони з киснем. Цей рекорд протримався дев'ять років, і був повторений тільки у 1995 році швейцарцем Ерхардом Лоретаном. На кінець 2014 року в цілому 34 людини підкорили всі 14 найвищих піків Землі. Це дуже небезпечні сходження, принаймні чотири людини загинули при досягненні цієї мети. Таші Пурба з Непалу зробив найбільше підйомів на восьмитисячники, 26 підйомів в період між 1998 і 2011 роками. Хуаніто Оярзабаль, з 1985 по 2011 роки зробив 25 підйомів.
Країни з найбільшою кількістю альпіністів, які піднялися на всі 14 восьмитисячників є: Італія і Південна Корея — по 5 альпіністів; Іспанія — 4 альпіністи; Казахстан та Польща — по 3 альпіністи. Перша жінка, яка стверджує, що підкорила всі 14 вершин восьмитисячників була О Ин Сон з Південної Кореї, заявивши, що вона завершила всі сходження підйомом на Аннапурну 27 квітня 2010 року. Правда спільнота альпіністів виражає сумніви з приводу цього твердження, тому що немає підтвердження, що була підкорена Канченджанґа. Пізніше, у 2010 році, іспанка Едурне Пасабан була оголошена першою жінкою, яка піднялася на всі 14 восьмитисячників.
У серпні 2011 року австрійська альпіністка Герлінде Кальтенбруннер стала першою жінкою, що піднялася на 14 восьмитисячників без застосування додаткового кисню.

## Альпіністи, які досягли вершини всіх 14 восьмитисячників
В даному списку вказані альпіністи, які підкорили всі 14 восьмитисячників, і це було офіційно підтверджено, завоювавши неофіційний титул «Корона Землі».
02 — список людей, які піднялися на всі 14 восьмитисячників без кисневого пристрою.
| Місце | Всі без O2 | Ім'я, прізвище           | Період    | ДН   | Вік | Країна          |
| ----- | ---------- | ------------------------ | --------- | ---- | --- | --------------- |
| 1     | 1          | Райнгольд Месснер        | 1970-1986 | 1944 | 42  | Італія          |
| 2     |            | Єжи Кукучка              | 1979-1987 | 1948 | 39  | Польща          |
| 3     | 2          | Ерхард Лоретан           | 1982-1995 | 1959 | 36  | Швейцарія       |
| 4     | [ 22 ]     | Карлос Карсоліо          | 1985-1996 | 1962 | 33  | Мексика         |
| 5     |            | Кшиштоф Веліцькі         | 1980-1996 | 1950 | 46  | Польща          |
| 6     | 3          | Хуаніто Орзабал          | 1985-1999 | 1956 | 43  | Іспанія         |
| 7     |            | Серджо Мартіні           | 1983-2000 | 1949 | 51  | Італія          |
| 8     |            | Парк Юнг-сеок            | 1993-2001 | 1963 | 38  | Південна Корея  |
| 9     |            | Ум Гонг-гіл              | 1988-2001 | 1960 | 40  | Південна Корея  |
| 10    | 4          | Альберто Іньюратегі      | 1991-2002 | 1968 | 33  | Іспанія         |
| 11    |            | Хан Ван Йон              | 1994-2003 | 1966 | 37  | Південна Корея  |
| 12    | 5          | Ед Вістурс               | 1989-2005 | 1959 | 46  | США             |
| 13    | 6          | Сільвіо Мондинеллі       | 1993-2007 | 1958 | 49  | Італія          |
| 14    | 7          | Іван Вальєхо             | 1997-2008 | 1959 | 49  | Еквадор         |
| 15    | 8          | Денис Урубко             | 2000-2009 | 1973 | 35  | Казахстан       |
| 16    |            | Ральф Дуймовітц          | 1990-2009 | 1961 | 47  | Німеччина       |
| 17    | 9          | Вейкко Густафссон        | 1993-2009 | 1968 | 41  | Фінляндія       |
| 18    |            | Ендрю Лок                | 1993-2009 | 1961 | 48  | Австралія       |
| 19    | 10         | Жуан Гарсіа              | 1993-2010 | 1967 | 43  | Португалія      |
| 20    |            | Пйотр Пустельник         | 1990-2010 | 1951 | 58  | Польща          |
| 21    |            | Едурне Пасабан           | 2001-2010 | 1973 | 36  | Іспанія         |
| 22    |            | Абеле Бланк              | 1992-2011 | 1954 | 56  | Італія          |
| 23    |            | Мінгма Шерпа             | 2000-2011 | 1978 | 33  | Непал           |
| 24    | 11         | Герлінде Кальтенбруннер  | 1998-2011 | 1970 | 40  | Австрія         |
| 25    |            | Василь Півцов            | 2001-2011 | 1975 | 36  | Казахстан       |
| 26    | 12         | Максут Жумаєв            | 2001-2011 | 1977 | 34  | Казахстан       |
| 27    |            | Кім Жае-су (Jae-Soo Kim) | 2000-2011 | 1961 | 50  | Південна Корея  |
| 28    | 13         | Маріо Панзері            | 1988-2012 | 1964 | 48  | Італія          |
| 29    |            | Хіротака Такеучі         | 1995—2012 | 1971 | 41  | Японія          |
| 30    |            | Чханг Дава Шерпа         | 2001—2013 | 1982 | 30  | Непал           |
| 31    | 14         | Кім Чанг-Хо              | 2005—2013 | 1970 | 43  | Південна Корея  |
| 32    |            | Хорхе Еґочейга           | 2002-2014 | 1968 | 45  | Іспанія         |
| 33    | 15         | Радек Ярош               | 1998-2014 | 1964 | 50  | Чехія           |
| 34/35 | 16/17      | Нівес Мерой              | 1998-2017 | 1961 | 55  | Італія          |
| 34/35 | 16/17      | Романо Бенет             | 1998-2017 | 1962 | 55  | Італія Словенія |
| 36    | 18         | Петер Гамор              | 1998-2017 | 1964 | 52  | Словаччина      |
| 37    | 19         | Азім Ґейхісаз            | 2008-2017 | 1981 | 37  | Іран            |
| 38    |            | Ферран Латорре           | 1999-2017 | 1970 | 46  | Іспанія         |
| 39    | 20         | Оскар Кадяч              | 1984-2017 | 1952 | 64  | Іспанія         |
| 40    |            | Чжан Лянг                | 2000-2018 | 1964 | 54  | КНР             |

## Спірні сходження
Претензії альпіністів на підкорення всіх 14 восьмитисячників, які не достатньо були підтверджені, чи альпіністи піднімалися на «неголовні» вершини цих восьмитисячників.
| Ім'я, прізвище    | Період              | ДН   | Вік | Країна          | Вершина під сумнівом             |
| ----------------- | ------------------- | ---- | --- | --------------- | -------------------------------- |
| Фаусто Де Стефані | 1983-1998           | 1952 | 46  | Італія          | Лхоцзе, 1997                     |
| Владислав Терзиул | 1993-2004 (загинув) | 1953 | 49  | Україна         | Броуд-пік 1995, Шишабангма, 2000 |
| Алан Гінкес       | 1987-2005           | 1954 | 53  | Велика Британія | Чо-Ойю, 1990                     |
| О Ин Сон          | 1997-2010           | 1966 | 44  | Південна Корея  | Канченджанґа, 2009               |
| Карлос Паунер     | 2001-2013           | 1963 | 50  | Іспанія         | Шишабангма, 2012                 |

## Список фатальних випадків на 8000+
Статистика смертності при сходжені на восьмитисячники станом на березень 2012 року
| №  | Вершина      | Всього сходжень | Загибло на спуску | % загиблих на спуску | Всього загинуло | Загальний % загиблих |
| -- | ------------ | --------------- | ----------------- | -------------------- | --------------- | -------------------- |
| 1  | Аннапурна I  | 191             | 9                 | 4,7                  | 61              | 31,9                 |
| 2  | К2           | 306             | 31                | 10,1                 | 81              | 26,5                 |
| 3  | Нанга Парбат | 335             | 7                 | 2,1                  | 68              | 20,3                 |
| 4  | Дхаулагірі   | 448             | 8                 | 1,9                  | 69              | 15,4                 |
| 5  | Канченджанґа | 283             | 8                 | 2,8                  | 40              | 14,2                 |
| 6  | Манаслу      | 661             | 5                 | 0,8                  | 65              | 9,9                  |
| 7  | Гашербрум I  | 334             | 7                 | 2,1                  | 29              | 8,7                  |
| 8  | Макалу       | 361             | 13                | 3,6                  | 31              | 8,6                  |
| 9  | Шишабангма   | 302             | 3                 | 1,0                  | 25              | 8,3                  |
| 10 | Броуд-пік    | 404             | 5                 | 1,2                  | 21              | 5,3                  |
| 11 | Еверест      | 5656            | 58                | 1,02                 | 223             | 4,0                  |
| 12 | Лхоцзе       | 461             | 3                 | 0,7                  | 13              | 2,8                  |
| 13 | Гашербрум II | 930             | 5                 | 0,5                  | 21              | 2,3                  |
| 14 | Чо-Ойю       | 3138            | 10                | 0,3                  | 44              | 1,4                  |
|    | Загалом      | 13810           | 172               | 1,25                 | 791             | 5,7                  |

## Цікаві факти
- Із 40 альпіністів станом на 2018 рік, які підкорили всі 14 восьмитисячників, тільки 20 чоловік зробили «чисті» сходження, тобто, не користувалися кисневими приладами.
- Іспанський альпініст Хуаніто Оярсабаль здійснив 24 сходження на восьмитисячники, Анатолій Букрєєв із Казахстану — 21, а російський альпініст Євген Виноградський — 20, в тому числі 5 разів на Еверест[61]. Шерпа Аппа Тенцинг (Appa Sherpa) здійснив сходження тільки на Еверест 21 раз. Швидше за всіх підкорив всі 14 восьмитисячники поляк Єжи Кукучка. Йому знадобилося для цього всього 8 років, в той час як Маріо Панзері (Mario Panzeri) для цього знадобилося 24 роки, а Оскару Кадячу (Òscar Cadiach) — 33.
- Станом на березень 2012 року на восьмитисячники було здійснено 13 810 сходжень, при цьому 172 альпіністи загинули під час спуску з вершини, а всього при сходженні на восьмитисячники загинуло 791 чоловік (5,7 %)[62].
- Аннапурна I (8091 м) була першим восьмитисячником, на який піднялася людина (у 1950 році), але при цьому вона залишається самим «відлюдним» із всіх восьмитисячників — зі 191 сходженням на вершину станом на березень 2012 року,[63] і найнебезпечнішою з усіх восьмитисячників — 61 загиблим на ній альпіністом (31,9 % смертності — найвищий показник загиблих альпіністів)[1]. Крім того, дослідниками ставиться під сумнів сам факт успішного сходження на Аннапурну I в 1950 р.[64]

## Галерея восьмитисячників

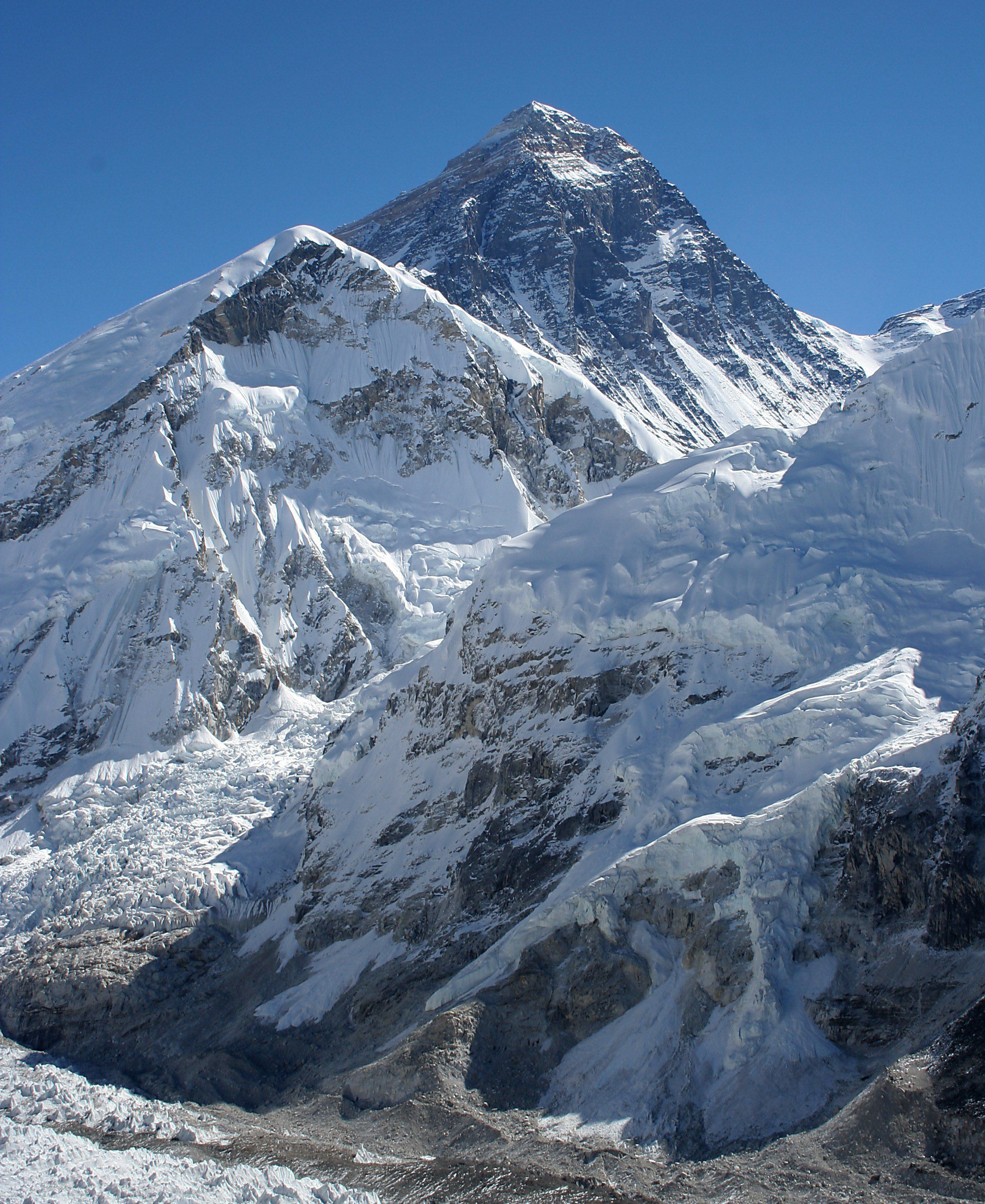
#1. Еверест
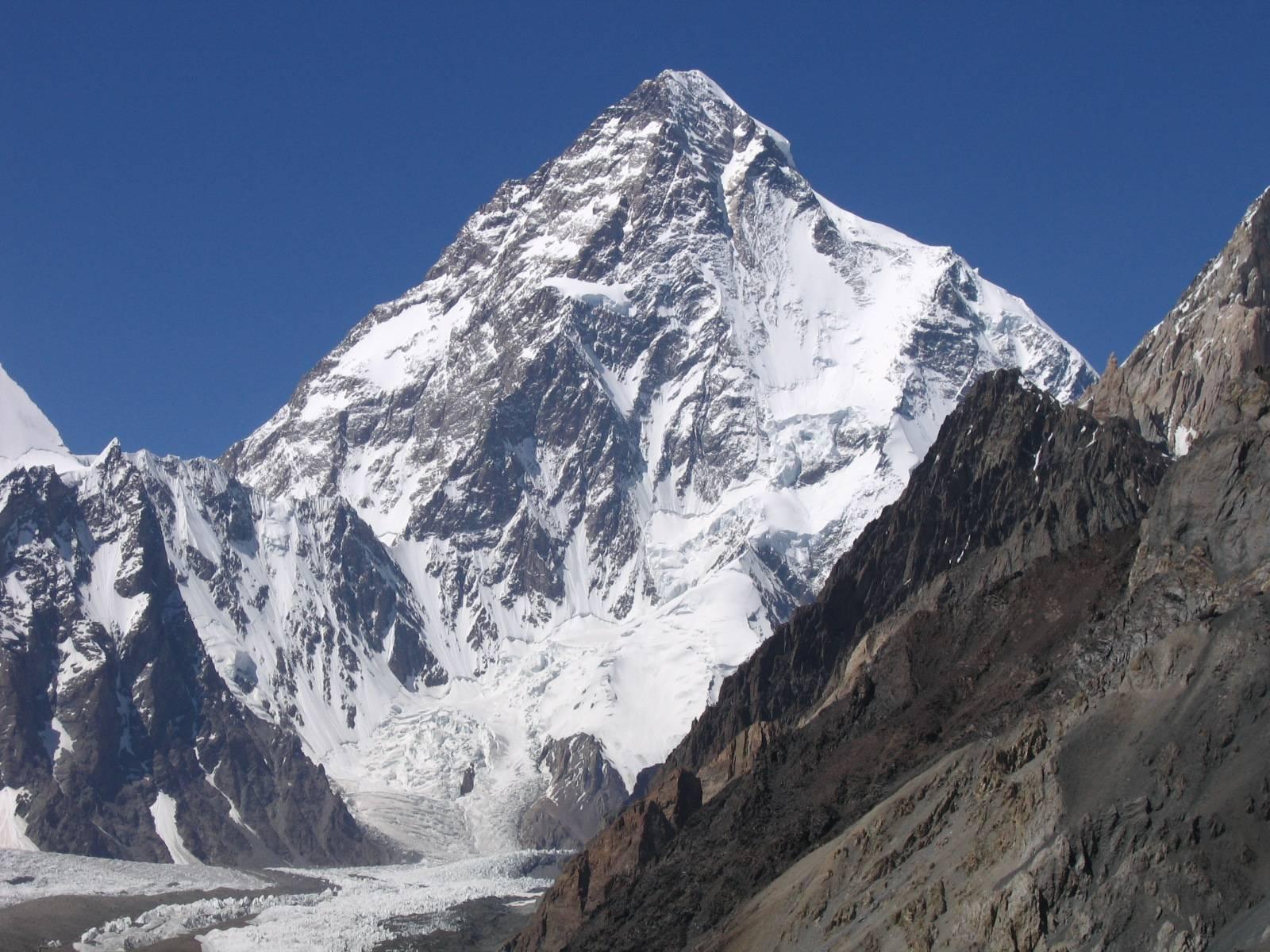
#2. К2
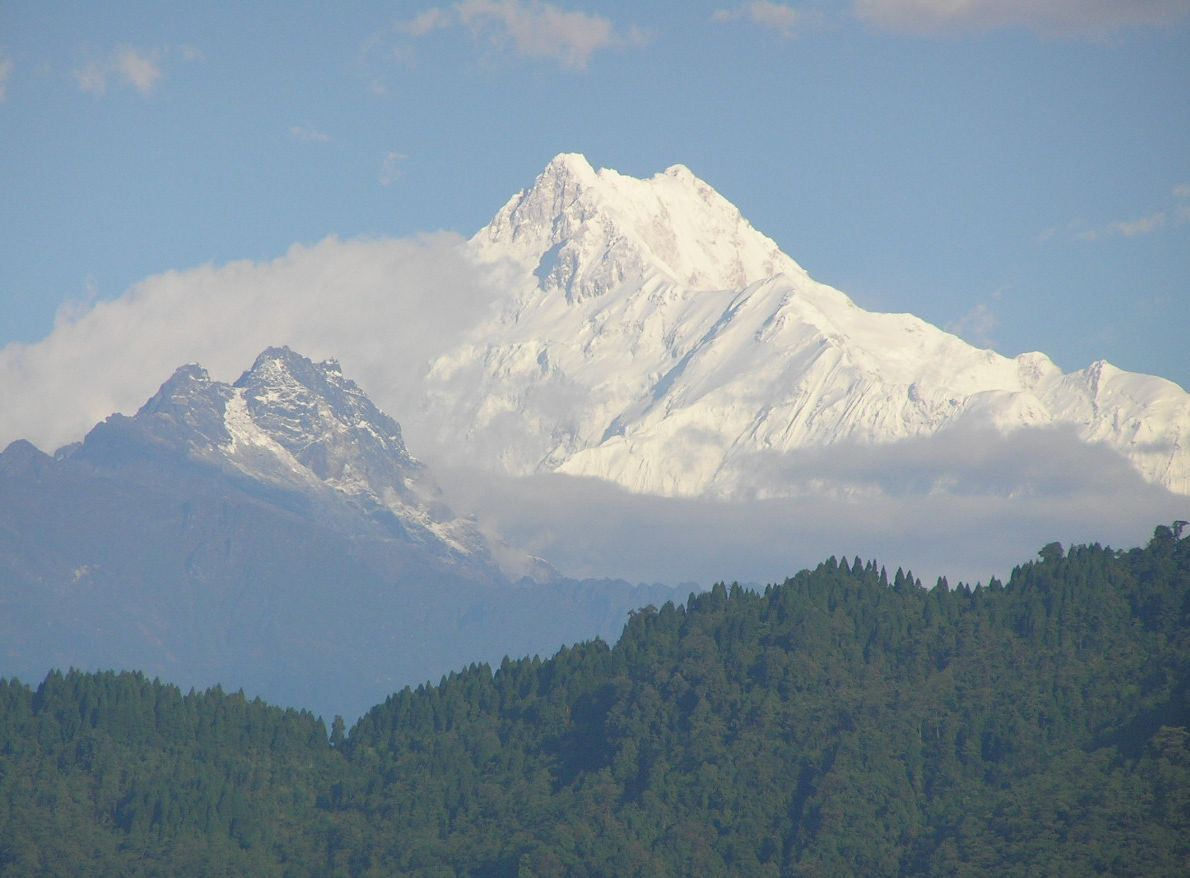
#3. Канченджанґа
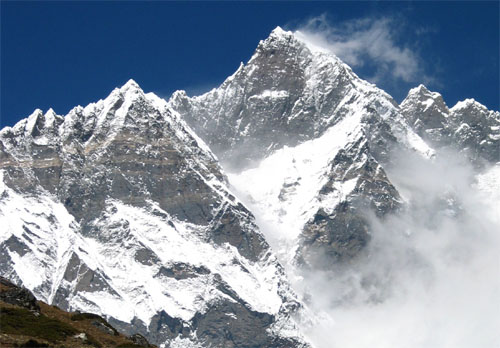
#4. Лхоцзе
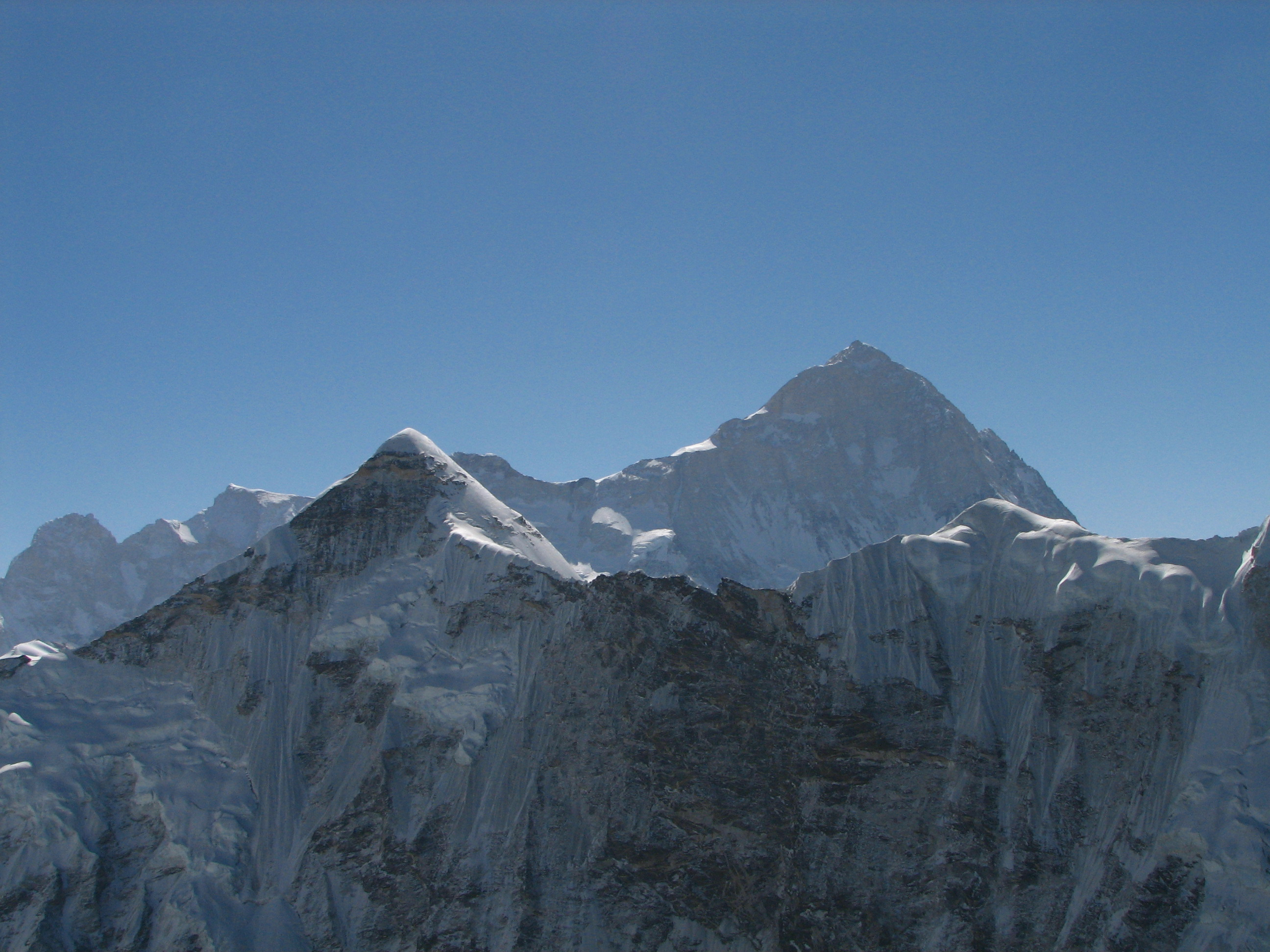
#5. Макалу
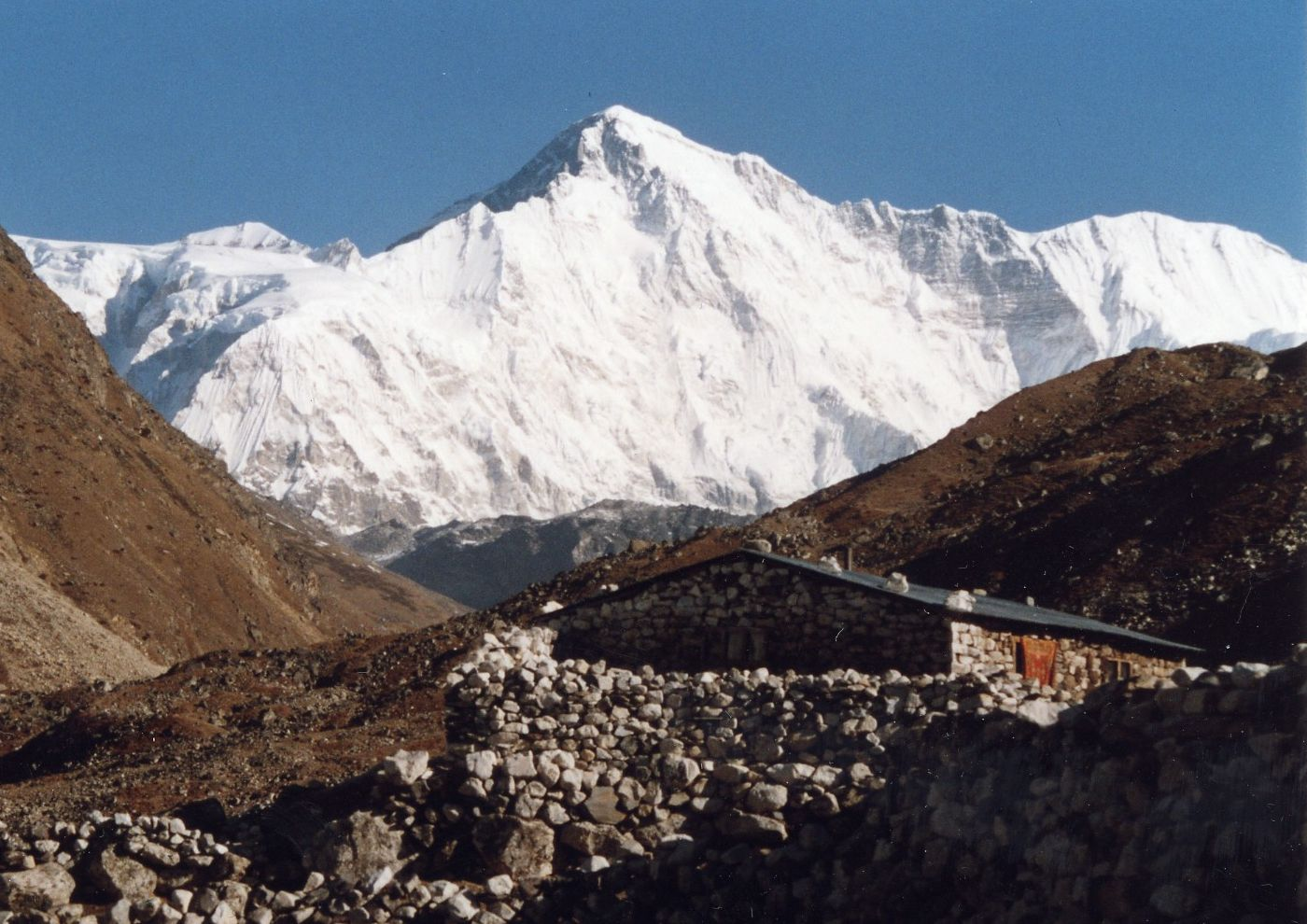
#6. Чо-Ойю
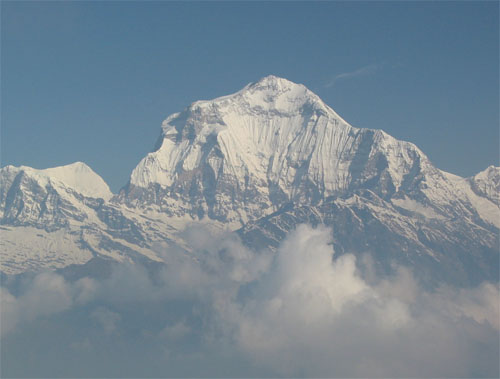
#7. Дхаулагірі
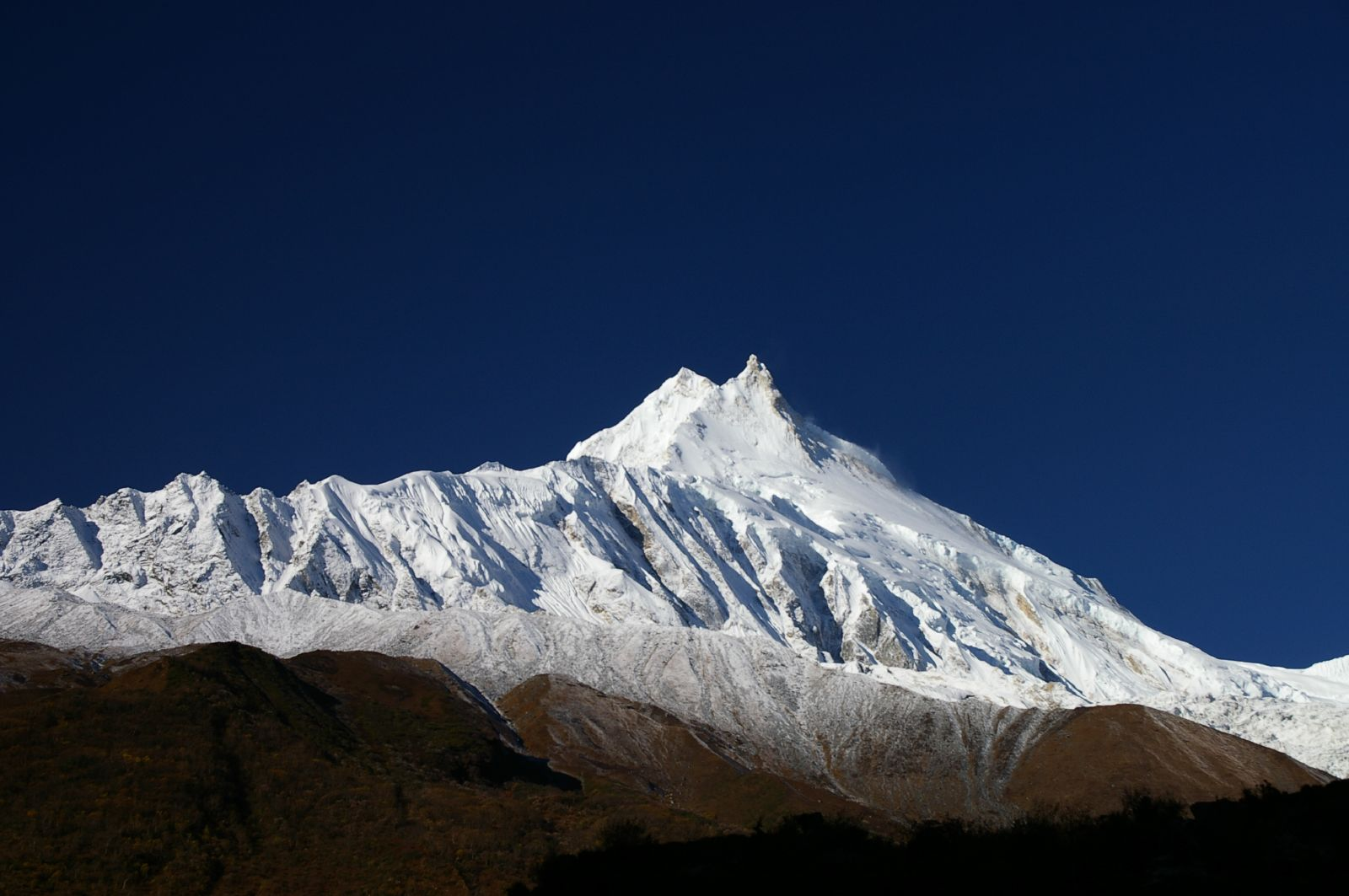
#8. Манаслу
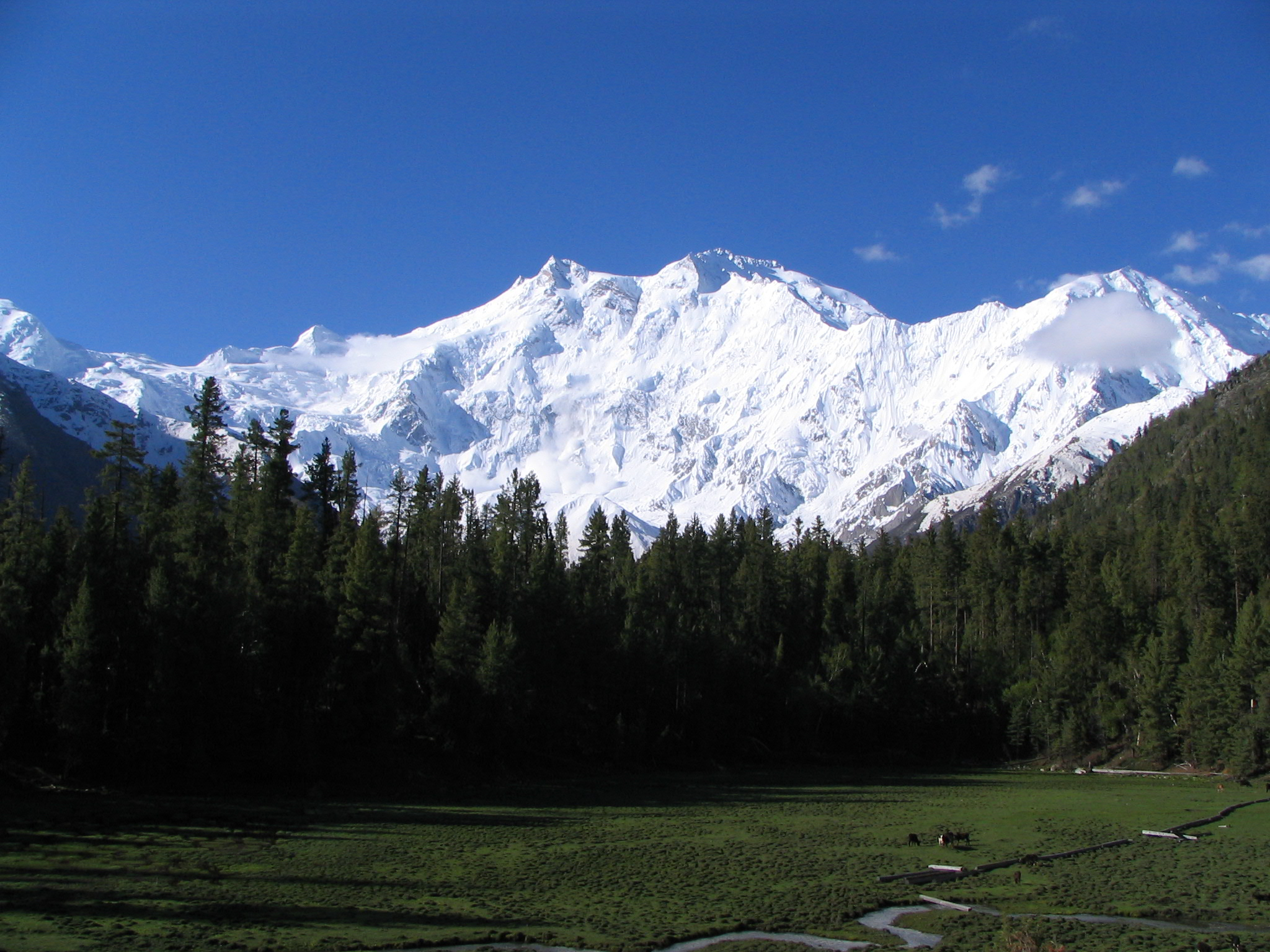
#9. Нангапарбат
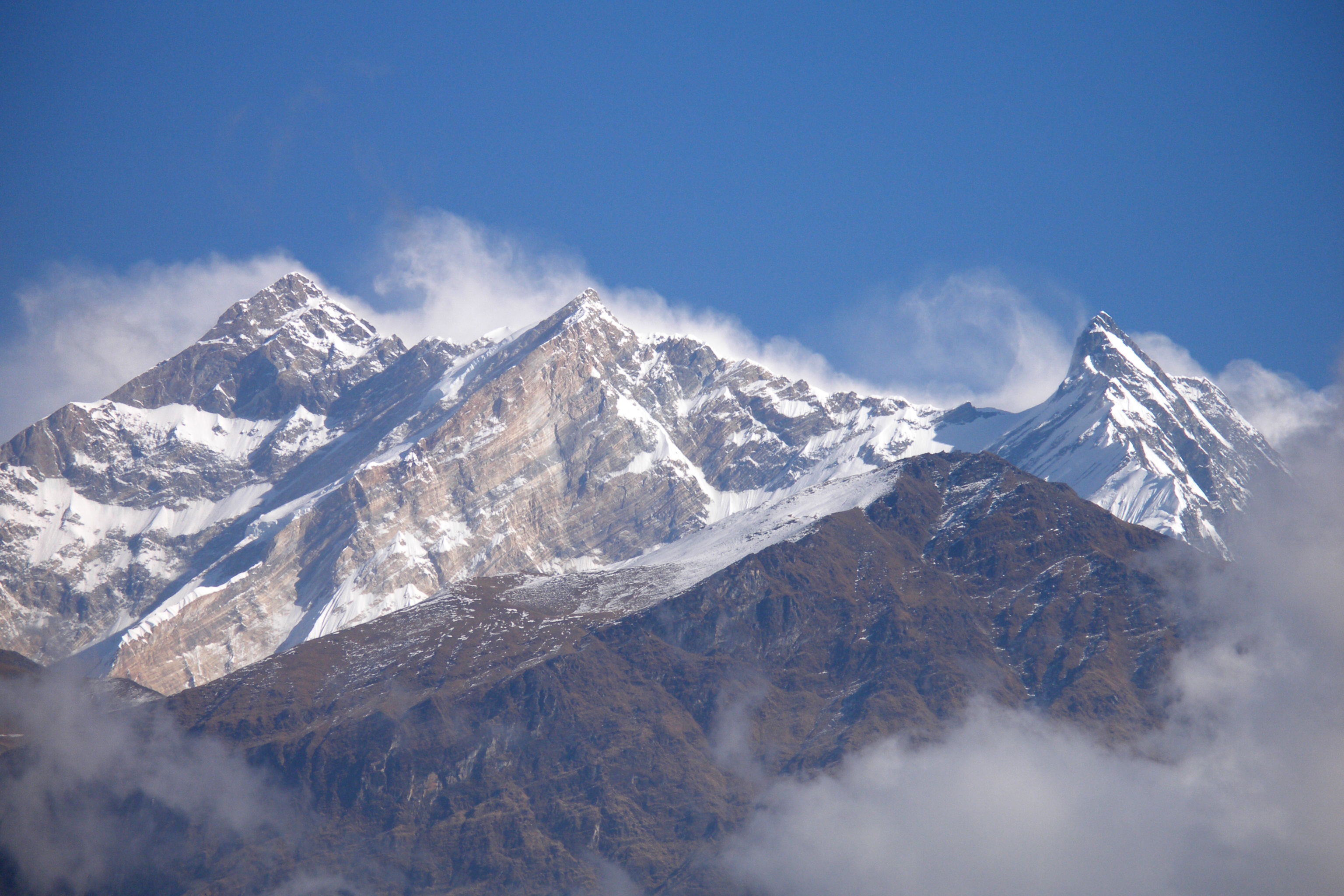
#10. Аннапурна
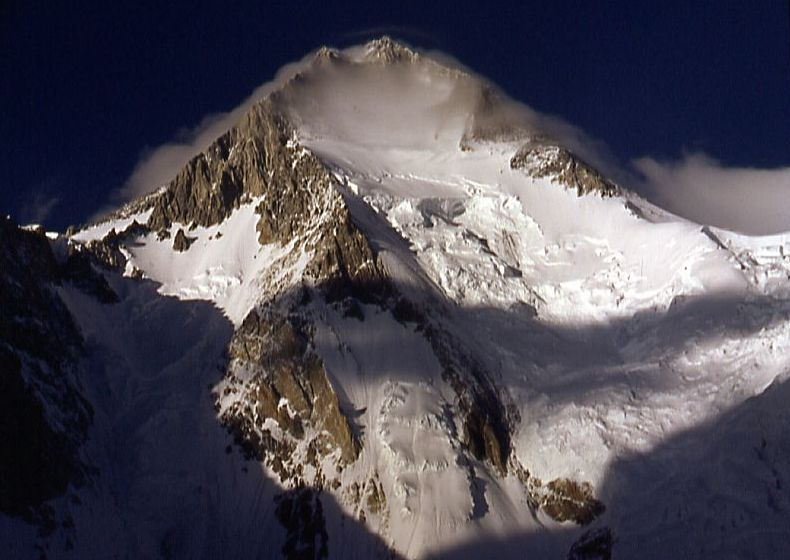
#11. Гашербрум I
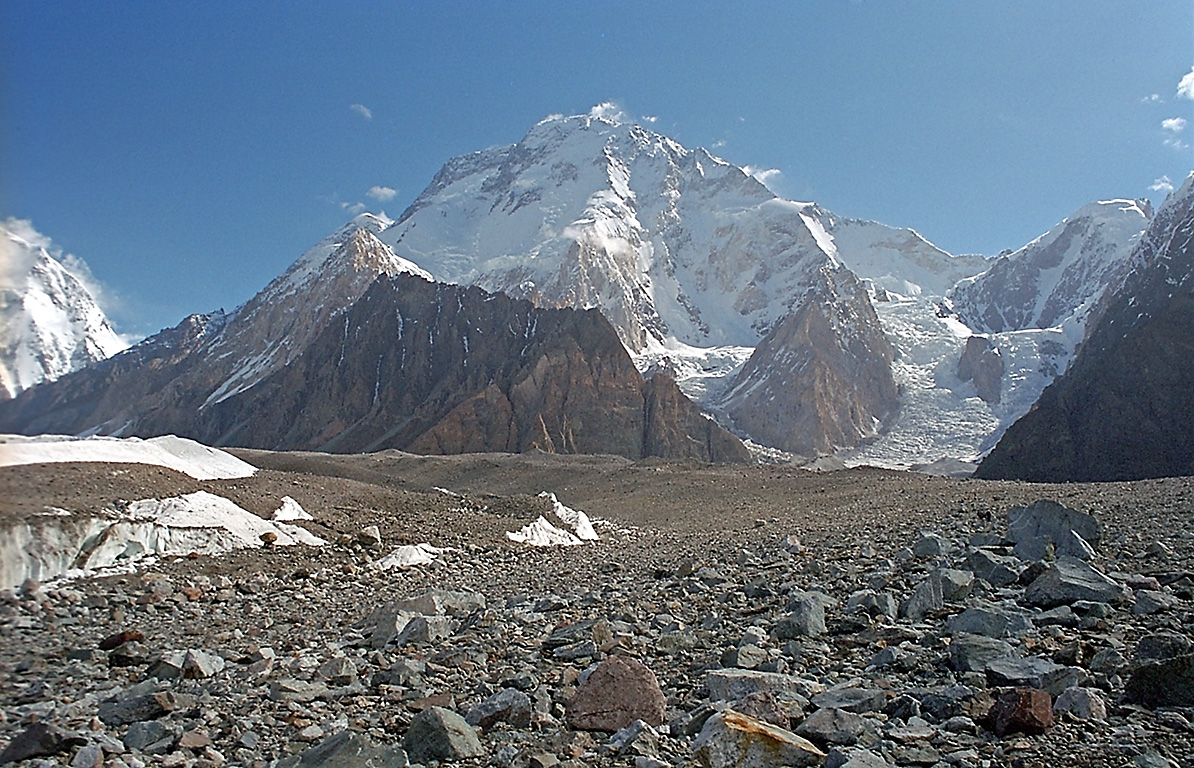
#12. Броуд-пік
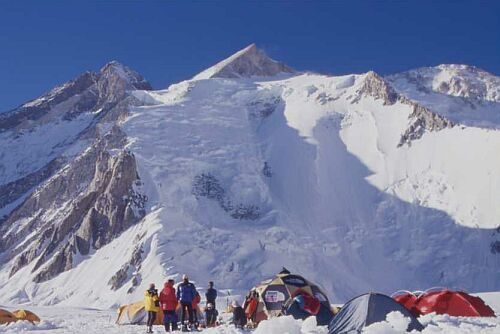
#13. Гашербрум II
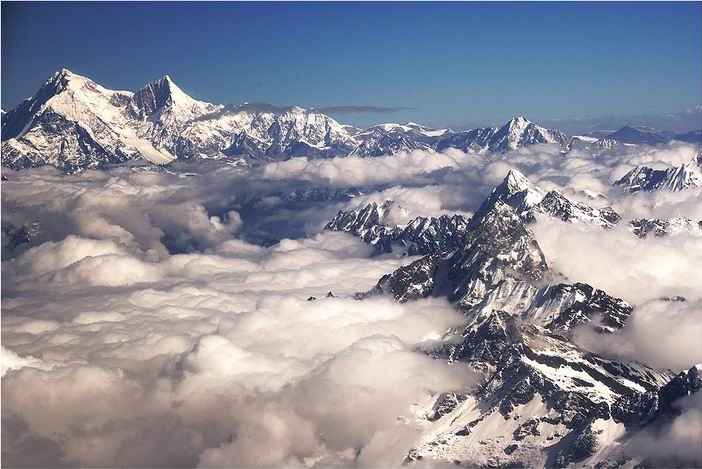
#14. Шишабангма

.